# Mosende (Pontevedra)
Mosende (oficialmente San Xurxo de Mosende) es una parroquia española del municipio de Porriño, perteneciente a la provincia de Pontevedra, en la comunidad autónoma de Galicia.

## Toponimia
El lugar puede aparecer referido como «Mosende», «San Jorge de Mosende» y «San Xurxo de Mosende».

## Historia
Hacia mediados del siglo XIX, el lugar, ya por entonces perteneciente a Porriño, tenía contabilizada una población de 450 habitantes. Aparece descrito en el undécimo volumen del Diccionario geográfico-estadístico-histórico de España y sus posesiones de Ultramar de Pascual Madoz con las siguientes palabras:

MOSENDE (San Jorge): felig. en la prov. de Pontevedra (5 1/2 leg.), part. jud. y dióc. de Tuy (1 1/2), ayunt. de Porriño (1/2): sit. en llano á la der. del r. Louro, con buena ventilacion y clima sano. Tiene 109 casas diseminadas ó separadas entre sí, y una escuela de primeras letras frecuentada por 28 niños, cuyos padres dan al maestro la retribucion convenida. La igl. parr. (San Jorge), se halla servida por un cura de entrada y provision real y ordinaria; por el lado del S. hay una ermita dedicada á San Diego. Confina el térm. N. Pontellas; E. Budiño; S. Sta. Comba, y O. Chenlo. El terreno en lo general es llano y arcilloso, y le fertiliza por la parte del E. dicho r. Louro, que despues de pasar por los puentes denominados Nuevo y de la Vega, desagua en el r. Miño. Atraviesa por esta parr. el ant. camino de Tuy á Vigo. prod.. cereales, legumbres, hortaliza y otros frutos; se cria ganado vacuno, de cerda, lanar y cabrío; caza y pesca de varias clases. ind.: la agricultura, ganadería y algunos molinos harineros. comercio: venta de ganados y frutos sobrantes, y compra de géneros de vestir y comestibles necesarios. pobl.: 114 vec., 450 alm. contr. con su ayunt. (V.)
(Madoz, 1848, p. 620)

En 2022, tenía empadronados 848 habitantes.